# Stora Ryggsjön
Stora Ryggsjön är en sjö i Nora kommun och Örebro kommun i Närke och ingår i Norrströms huvudavrinningsområde. Sjön är 7,6 meter djup, har en yta på 0,089 kvadratkilometer och befinner sig 220,2 meter över havet. Sjön avvattnas av vattendraget Mogruvbäcken.
Vid sjöns södra ände finns ett vindskydd.

## Delavrinningsområde
Stora Ryggsjön ingår i det delavrinningsområde (659121-144846) som SMHI kallar för Mynnar i Hagbyån. Medelhöjden är 209 meter över havet och ytan är 52,36 kvadratkilometer. Det finns inga avrinningsområden uppströms utan avrinningsområdet är högsta punkten. Mogruvbäcken som avvattnar avrinningsområdet har biflödesordning 5, vilket innebär att vattnet flödar genom totalt 5 vattendrag innan det når havet efter 237 kilometer. Avrinningsområdet består mestadels av skog (86 procent). Avrinningsområdet har 2,01 kvadratkilometer vattenytor vilket ger det en sjöprocent på 3,8 procent.